# Samuel Owen

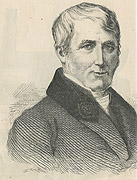
Samuel Owen, ca. 1820–30

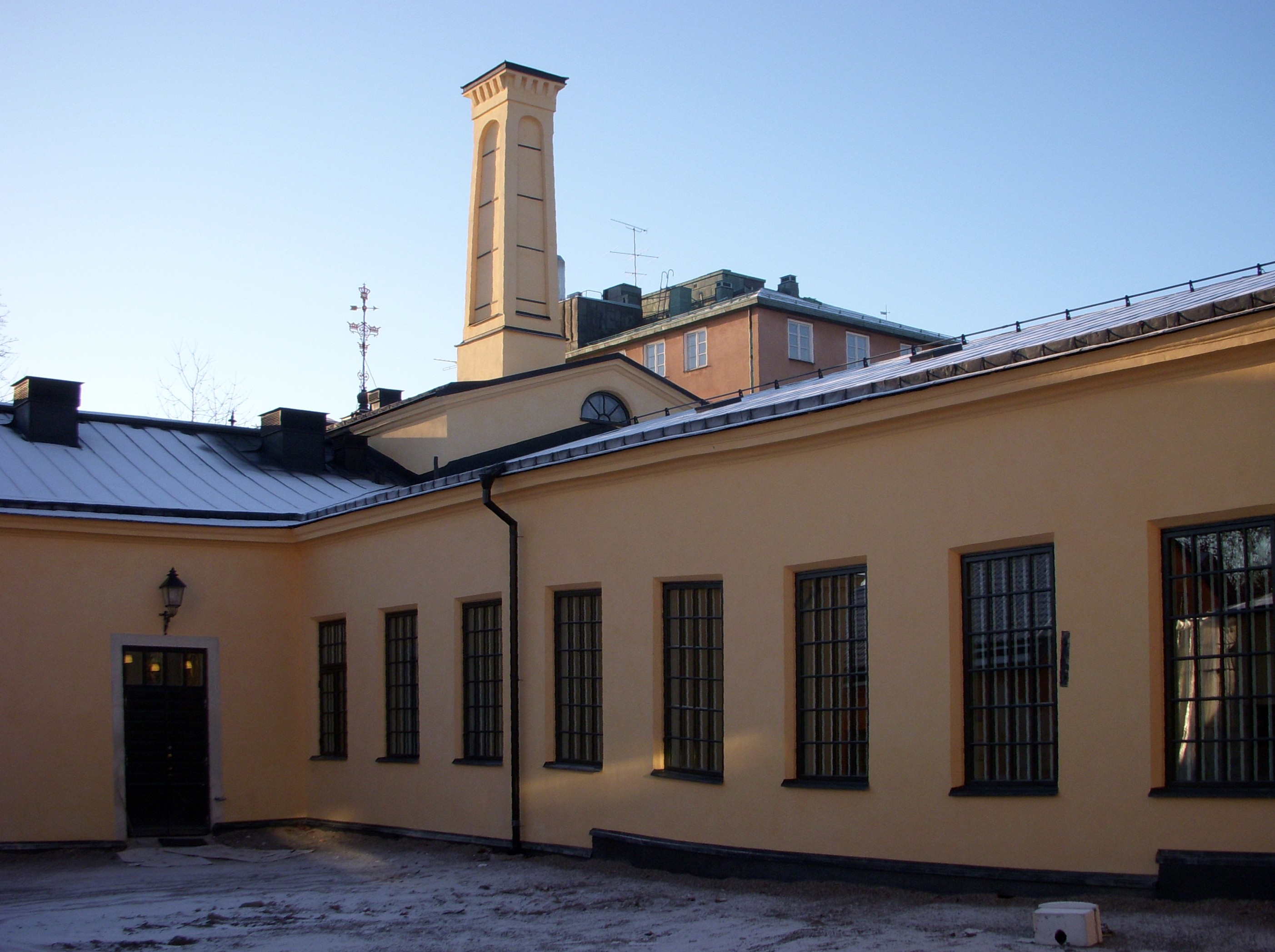
Teile von Samuel Owens ursprünglicher Werkstatt in Stockholm, erbaut 1809. Foto: 2009

Samuel Owen (* 12. Mai 1774 in Norton in Hales, Shropshire, England; † 15. Februar 1854 in Stockholm, Schweden) war ein britisch-schwedischer Ingenieur, Erfinder und Unternehmer. Er leistete bedeutende Beiträge zur Entwicklung der Dampfmaschine in Schweden und wurde auch „der Vater der schwedischen mechanischen Industrie“ genannt.

## Leben
Samuel Owen wanderte 1807 nach Schweden aus und gründete 1809 eine Werkstatt in Stockholm, die verschiedene mechanische Bauteile für die Industrie herstellte.
Owen war dreimal verheiratet; zuerst in England mit Ann Spen Toft, dann 1817 in Schweden mit Beata Carolina Svedell, die 1822 verstarb. Kurz darauf heiratete er Johanna Magdalena Elisabeth (1797–1880), auch „Lisette“ genannt. Sie war eine geborene Strindberg und eine Tante von August Strindberg. Insgesamt hatte Owen 17 Kinder mit seinen drei Ehefrauen.
Seine erste Reise nach Schweden unternahm Owen 1804, um bei der Montage von vier Dampfmaschinen zu helfen, die Schweden für industrielle Zwecke bestellt hatte. Sie waren von der Firma Fenton, Murray & Wood’s in Leeds gebaut worden, für die Owen zu dieser Zeit arbeitete. Die erste Maschine wurde im Herbst 1804 in einer Textilfabrik in Lidingö außerhalb von Stockholm installiert, um dort die Pferde zu ersetzen, die bisher die Maschinen der Fabrik angetrieben hatten. Nach Abschluss dieses Auftrags reiste Owen zunächst zurück nach England, wurde aber 1806 erneut um Hilfe beim Aufbau einer weiteren Maschine gebeten. 1807 entschied er sich, in Schweden zu bleiben, und 1809 eröffnete er seine eigene Werkstatt „Kungsholmens Mekaniska Verkstad“ im Stockholmer Bezirk Kungsholmen. Eine Straße in Kungsholmen nahe dem Stockholmer Rathaus wurde nach ihm „Samuel Owens gata“ benannt. Zwei der ursprünglichen Werkstatt-Gebäude sind bis heute erhalten geblieben.
Owen trieb auch die Entwicklung dampfgetriebener Schiffe voran und baute als Erster in Schweden ein Schiff mit einer Dampfmaschine. Sein erstes Schiff hieß Amphitrite und wurde 1818 in einer Werft nahe seiner Werkstatt gebaut; es wurde von einer Dampfmaschine mit 6 PS (4,5 kW) betrieben. Sein neues Schiff war eine Sensation für die Menschen in und um Stockholm, aber viele standen den neuen „Feuer-und-Luft-Maschinen“ auch skeptisch gegenüber, die eine Menge Holz für ihre Dampfkessel benötigten. Owen experimentierte auch mit Prototypen von Schiffsschrauben. Im Juli 1816 präsentierte er das erste propellergetriebene Dampfschiff Waterwitch. Diese ersten Propeller brauchten jedoch noch viele Jahre, bevor sie wirklich zum praktischen Einsatz kamen. Dampfschiffe wurden zu dieser Zeit für gewöhnlich noch mit Schaufelrädern angetrieben.
1831 wurde Owen zum Mitglied der Königlich Schwedischen Akademie der Wissenschaften gewählt.
Owen wurde zu einem der anerkanntesten Ingenieure und Unternehmer in Schweden. 1843 geriet er in größere finanzielle Schwierigkeiten. Seine Firma wurde 1844 verkauft und Owen verlor nahezu sein gesamtes Vermögen. Die Regierung entschied daraufhin, ihm aufgrund seiner bedeutenden Beiträge zur Entwicklung der schwedischen Industrie eine lebenslange Rente zu gewähren. Owen arbeitete jedoch weiterhin und war für einige Jahre bei einer Firma in Södertälje angestellt. 1853 wurde er jedoch schwer krank und starb im Februar 1854 im Alter von 79 Jahren.